# Hidden Pousadas Brazil

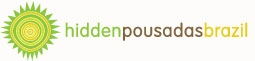
Logo of Hidden-Pousadas-Brazi

A Hidden Pousadas Brazil é uma empresa e site britânicos com sede operacional no Rio de Janeiro, Brasil, que fornece serviços promocionais e marketing internacional a pousadas brasileiras independentes, incluindo eco-chalés, pousadas, hotéis boutique e casas de hóspedes.
A Hidden Pousadas Brazil foi fundada em 2008 pela proprietária e curadora Alison McGowan, uma ex-patriota britânica. Em 2013 a Hidden Pousadas Brazil já tinha uma lista de mais de 400 pousadas em seu site.

## História
A fundadora da Hidden Pousadas Brazil, Alison McGowan passou suas férias na Ilha de Boipeba em 2007 e se hospedou em uma pequena pousada, a Pousada Santa Clara. Percebendo o potencial na demanda de pousadas no segmento nicho do mercado hoteleiro brasileiro, ela criou a Hidden Pousadas Brazil e o seu site para mostrar pousadas de todo o Brasil a viajantes. Foi assim que ela deu início ao projeto de seu blog em 2008 e lançou a Hidden Pousadas Brazil em janeiro de 2009.
Em julho de 2011 a Hidden Pousadas Brazil deu início à sua parceria com a (ABETA), a Associação Brasileira das Empresas de Eco-turismo e Aventura. Em outubro de 2012, recebeu o selo oficial de aprovação do Ministério do Esporte através do projeto que lançou chamado Brazil, a hidden paradise yet to be discovered Brasil, um paraíso escondido ainda a ser descoberto, que foi aceito para inclusão na promoção do governo brasileiro da Copa Mundial da FIFA de 2014.

## Operações
A maioria das pousadas que estão listadas na Hidden Pousadas Brazil têm de 4 a 25 suítes e McGowan conduz visitas aos locais pessoalmente, além de escrever comentários para todas as propriedades antes de conceder a categoria de “altamente recomendado” em seu site.
A Hidden Pousadas Brazil também produz o Brazil Blog, um blog que dá informações sobre novas pousadas e destinos, assim como o Brazil Travel Clinic, um blog que responde às perguntas dos seus usuários sobre viagens ao Brasil.